# Ralph Nader
Ralph Nader (født 27. februar 1934) er amerikansk jurist og miljøaktivist. 
Nader blev kendt som forbrugeraktivist, da han i 1965 udgav bogen Unsafe at Any Speed, et barsk angreb på (især én af modellerne fra) bilfabrikken General Motors.

## Præsidentkandidaturer
Nader var præsidentkandidat for USA's Green Party ved præsidentvalgene i 1996 og 2000. Ved valget i 2000 opnåede Green Party ca. 2,8 mio. stemmer, hvilket imidlertid var langt fra tilstrækkeligt til at blive valgt som præsident. Ved det meget tætte præsidentvalg i 2000, har nogle vurderet at Naders opstilling indirekte kan have kostet den demokratiske kandidat Al Gore præsidentposten.[kilde mangler]
Nader stillede tillige op som uafhængig kandidat ved præsidentvalgene i 2004 og 2008, men opnåede ikke tilstrækkelig antal stemmer til at blive valgt som præsident. Ved valget i 2004 opnåede Nader 465.151 stemmer svarende til 0,38% og i 2008 739.034 stemmer, svarende til 0,56%.